# FC Ingolstadt 04
FC Ingolstadt 04 es un club de fútbol alemán de Ingolstadt, Baviera. Fue fundado en 2004 tras la fusión de otros dos clubes: ESV Ingolstadt y el MTV Ingolstadt, y participa en la 3. Liga, la tercera categoría del fútbol de Alemania.

## Historia
Fue fundado en 2004 tras la fusión de otros dos clubes: ESV Ingolstadt y el MTV Ingolstadt. El recién formado FC Ingolstadt comenzó a jugar en la Bayernliga y logró terminar segundo en su primera temporada. Su éxito continuó en la siguiente temporada, cuando capturaron el título de la división y el ascenso. En la temporada 2006-2007 jugaron la Regionalliga Süd, terminando en quinto lugar.
Se dio una reestructuración del torneo en 2008 por tanto tendrían que clasificar alto, lo lograron y alcanzaron la 2. Bundesliga por primera vez. En esta temporada debutaron con una victoria, pero los siguientes meses resultaron ser menos exitosos para el club, en la segunda mitad de la temporada solo obtuvieron 1 victoria en 18 partidos, terminando penúltimo en la liga y descendiendo a la 3. Liga. En 2011 lograron de nuevo el ascenso a la segunda división alemana, ganando los dos partidos de playoffs ante el Hansa Rostock. Durante las siguientes temporadas el FC Ingolstadt se mantuvo en la 2. Bundesliga.
El 4 de octubre de 2013, Ralph Hasenhüttl se convierte en el nuevo entrenador. En la Copa de Alemania tuvieron su mejor actuación en la campaña 2013-2014 cuando llegaron hasta los octavos de final, en donde cayeron ante Wolfsburgo por 2 a 1.
El 17 de mayo de 2015, consiguió el título de la 2. Bundesliga 2014-15 y el ascenso por primera vez en su historia a la Bundesliga. En mayo de 2016 se anuncia a Markus Kauczinski como nuevo entrenador, luego de que Ralph Hasenhüttl no renovará su contrato y partiera al RB Leipzig.
El inicio de la temporada 2016-17 no fue el mejor, en 10 partidos solo lograría 2 empates y 8 derrotas, por lo que Markus Kauczinski dejaría el puesto como entrenador. El 12 de noviembre de 2016, Maik Walpurgis asume el cargo como nuevo entrenador del equipo.
A partir de la temporada 2017-18 jugará de nuevo en la 2. Bundesliga. En 2019 el equipo descendió a la 3. Liga. En 2021 el Ingolstadt regresó a la segunda categoría del fútbol alemán, aunque solo permaneció en ella durante la temporada 2021-22, ya que finalizó ese año futbolístico en la última posición con 21 puntos logrados en 34 partidos jugados.
Desde la temporada 2022-23 el equipo permanece en la 3. Liga. 
En mayo de 2024 el equipo nombró a Sabrina Wittmann como entrenadora interina del equipo, convirtiéndose en el primer club de fútbol masculino profesional alemán en colocar a una mujer al frente de la dirección técnica del primer equipo. Tras los buenos resultados mostrados durante su gestión provisional, en junio de 2024 la directiva del Ingolstadt la ratificó como la entrenadora oficial para la temporada 2024-25.

## Uniforme
- Uniforme titular: Camiseta roja con raya en diagonal en un rojo oscuro, pantalón y medias rojas.
- Uniforme alternativo: Camiseta negra con detalles rojos, pantalón y medias negros.
- Tercer uniforme: Camiseta blanca con detalles rojos y negros, pantalón y medias blancos.

### Variaciones
| 2015-16 | 2016-17 | 2017-18 | 2018-19 | 2019-20 |

## Entrenadores
- Jürgen Press (2004-2008)
- Thorsten Fink (2008-2009)
- Michael Wiesinger (2009)
- Horst Köppel (2009)
- Michael Wiesinger (2009-2010)
- Benno Möhlmann (2010-2011)
- Tomas Oral (2011-2013)
- Marco Kurz (2013)
- Michael Henke (2013)
- Ralph Hasenhüttl (2013-2016)
- Markus Kauczinski (2016)
- Maik Walpurgis (2016-2017)
- Stefan Leitl (2017-2018)
- Alexander Nouri (2018)
- Roberto Pätzold (2018)
- Jens Keller (2018-2019)
- Tomas Oral (2019)
- Jeff Saibene (2019-2020)
- Tomas Oral (2020-2021)
- Roberto Patzold (2021)
- André Schumbert (2021)
- Rüdiger Rehm (2021-)

## Estadísticas

### Más presencias
| #  | Jugador           | País     | Partidos | Estado              |
| -- | ----------------- | -------- | -------- | ------------------- |
| 1  | Stefan Leitl      | Alemania | 190      | Retirado            |
| 2  | Michael Lutz      | Alemania | 175      | TSV Rain am Lech    |
| 3  | Andreas Buchner   | Alemania | 175      | FC Ingolstadt 04 II |
| 4  | Steffen Wohlfarth | Alemania | 136      | FC Ravensburg       |
| 5  | Moritz Hartmann   | Alemania | 130      | FC Ingolstadt 04    |
| 6  | Marvin Matip      | Camerún  | 126      | FC Ingolstadt 04    |
| 7  | Michael Wenczel   | Alemania | 125      | Retirado            |
| 8  | Tobias Fink       | Alemania | 121      | SC Fortuna Köln     |
| 9  | Malte Metzelder   | Alemania | 114      | Retirado            |
| 10 | Ralf Keidel       | Alemania | 111      | Retirado            |

## Palmarés
- 2. Bundesliga: 1

2014/15